# 羅斯伍德 (北卡羅萊納州)
羅斯伍德（英語：Rosewood）是位於美國北卡羅萊納州韋恩縣的非建制地區。

## 地理
羅斯伍德所處的海拔為高於海平面39米（即128英呎），而該地所採用的時區為UTC-5，即北美东部时区（EST）。同時該地設有夏令時間，為UTC-5調快一小時，即UTC-4（EDT）。